# Georges Enesco
Georges Enesco (en roumain : George Enescu ), né le 19 août 1881 à Liveni (Moldavie roumaine) et mort le 4 mai 1955 à Paris 8e, est un compositeur franco-roumain. Il est également violoniste virtuose, chef d'orchestre, pianiste et pédagogue.

## Biographie

### Premiers pas

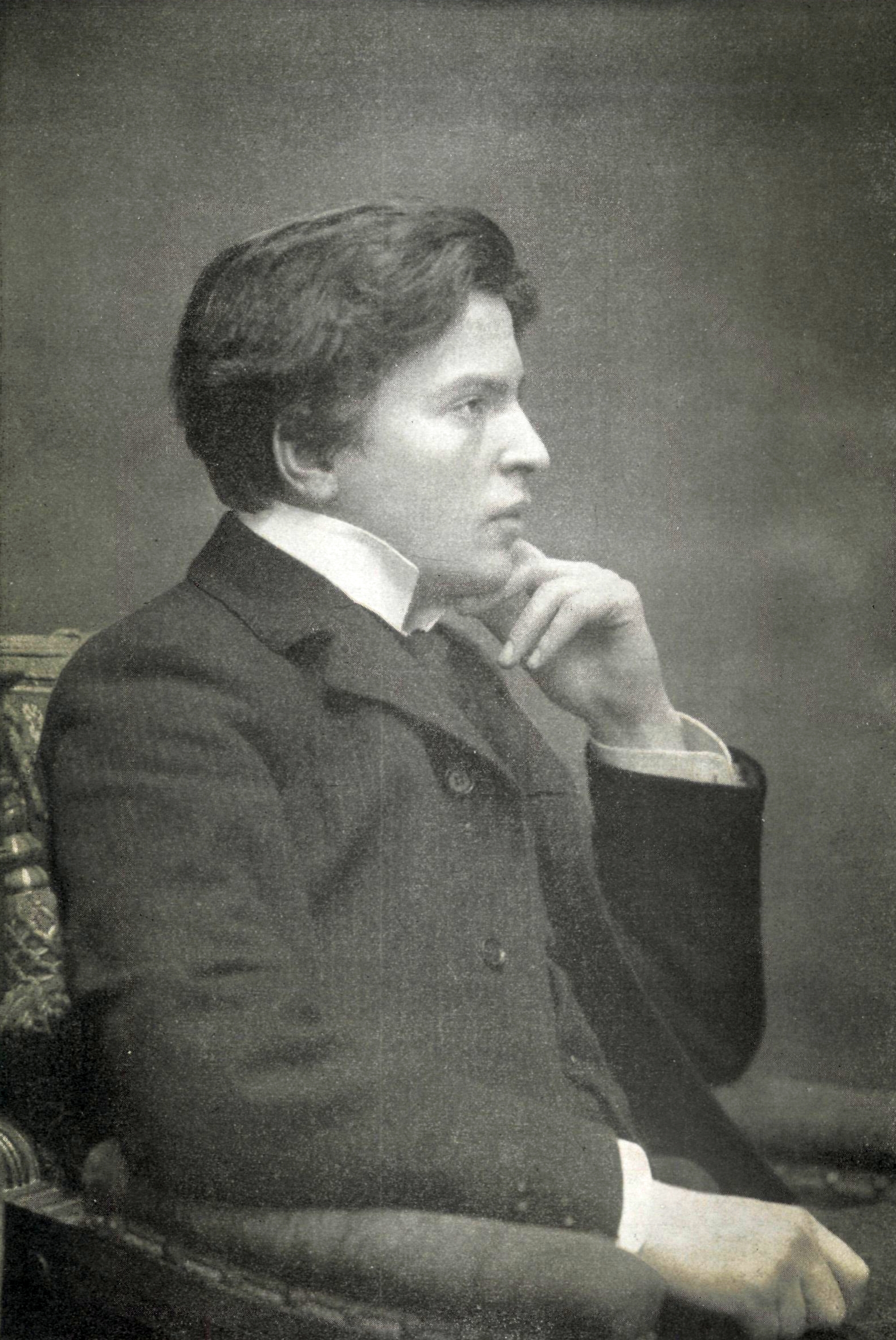
Enesco à l'époque de la Symphonie no 2.

Le père de Georges Enesco, agriculteur moldave propriétaire de ses terres à Dorohoi, dirige parfois des chorales ; il est accompagné occasionnellement à la guitare par sa femme. Très rapidement le petit Georges, huitième enfant mais seul survivant parmi ses frères et sœurs, manifeste des dons extraordinaires pour la musique. Il apprend auprès d'un virtuose rom à jouer du violon qu'on lui offre pour ses quatre ans. Son père le présente au compositeur Eduard Caudella, qui le fait entrer au conservatoire de Iași, puis l'envoie à Vienne (1888-1894) étudier avec des professeurs de renom, Robert Fuchs (composition) et Joseph Hellmesberger (violon). Il fait rapidement partie de la vie musicale ; ses concerts enthousiasment la presse et le public, l'enfant prodige n'a alors que douze ans.
Décoré de la médaille d'argent du conservatoire de Vienne, c'est à Paris que s'établit le jeune Enesco en 1895 pour poursuivre ses études musicales au Conservatoire de musique et de déclamation : la composition avec Jules Massenet et Gabriel Fauré, le contrepoint avec André Gedalge, le violon avec Martin-Pierre Marsick. Il s'y lie notamment d'amitié avec Alfred Cortot, Lazare-Lévy, Pablo Casals, Jacques Thibaud, Maurice Ravel, Jean Roger-Ducasse, Florent Schmitt, François Cholé et Paul Dukas.

### Paris, le compositeur et le virtuose
Étudiant, Georges Enesco a déjà de nombreuses compositions à son actif, aussi bien pour piano que de musique de chambre, des mélodies, quatre symphonies d'école, et son Poème roumain (1898) créé par Édouard Colonne au théâtre du Châtelet. Bientôt, s'ensuivent les Rhapsodies roumaines (1901–1902), sa première Suite pour orchestre (1903) et sa Première Symphonie (1905), ainsi qu'un cycle de Sept chansons de Clément Marot (1907–1908) créé en présence de Claude Debussy.
Il fréquente les salons parisiens, notamment ceux de la princesse Hélène Bibesco, et voyage à travers l'Europe jusqu'en Russie (1909). À New York, Gustav Mahler fait connaître sa Première Suite. Dans sa Roumanie natale, où il est accueilli en résidence d'été au château de Peleș par la reine Carmen Sylva, le musicien dirige en 1913 des compositions de Richard Wagner, l'ouverture des Maîtres Chanteurs et le Voyage de Siegfried sur le Rhin.
La Première Guerre mondiale le voit s'installer en Roumanie, où il donne la Neuvième Symphonie de Ludwig van Beethoven qui n'avait encore jamais été jouée dans son intégralité à Bucarest. À côté de multiples concerts de bienfaisance pour la Croix-Rouge, et de ses efforts pour forger l'orchestre philharmonique de Iași, Georges Enesco compose sa Deuxième suite pour orchestre (1915) et sa Seconde Symphonie (1918), un Trio pour violon, violoncelle et piano qui anticipe le dernier Fauré et sept Pièces impromptues pour piano, dont le final (Carillon nocturne) fait preuve d'une puissante originalité.

### De laSonate «dans le caractère populaire roumain»àŒdipe

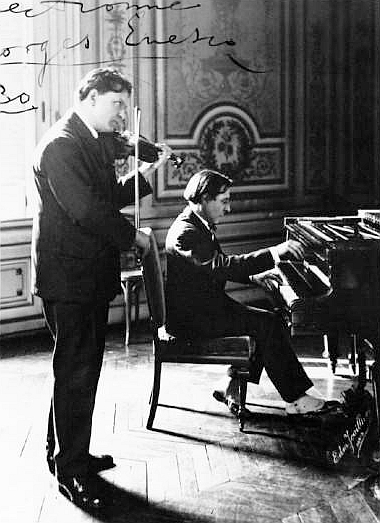
Georges Enesco et Alfred Cortot en 1930.

À la fin du conflit mondial, il partage sa vie entre la France (où il acquiert une villa à Meudon), qui le fera chevalier de l'ordre national de la Légion d'honneur (1924) puis membre correspondant de l'Académie des beaux-arts (1929), et la Roumanie, où il a rencontré la princesse Marie Cantacuzène qu'il finira par épouser, et bientôt le Nouveau Monde.
Fondateur et premier président de la Société des compositeurs roumains et, en même temps, membre de la Société des auteurs, compositeurs et éditeurs de France, il continue de composer : sa célèbre Sonate pour violon et piano no 3 « dans le caractère populaire roumain » (1926), son œuvre maîtresse l'opéra Œdipe (1923-1930), ses Sonates pour piano (1924-1934), sa Suite Villageoise (1938) commandée par l'orchestre philharmonique de New York, qu'il est d'ailleurs régulièrement invité à diriger.
Il donne de très nombreux récitals et concerts : en France, où il est accompagné par Gabriel Fauré et Richard Strauss, effectue des tournées qui le mènent dans tout le pays (comme en 1922, avec le pianiste Léon Kartun, et de 1929 à 1939 en compagnie du pianiste François Cholé ) et se produit sous la direction de chefs comme Inghelbrecht, Monteux ou Paray ; aux États-Unis, où il joue, à plusieurs reprises, sous la baguette de Leopold Stokowski (ou en récital avec le pianiste Sanford Schlüssel) ; en Roumanie où, à côté de ses apparitions multiples comme chef d'orchestre ou au violon (souvent accompagnées par le pianiste Nicolae Caravia), il se lie avec Béla Bartók ; en Autriche, en Belgique, en Hongrie, en Pologne, en Espagne, au Portugal, au Canada, etc. Il est doté d'une mémoire musicale prodigieuse et assure les créations françaises ou roumaines de compositions, entre autres, de Gabriel Fauré, Guy Ropartz et Maurice Ravel.

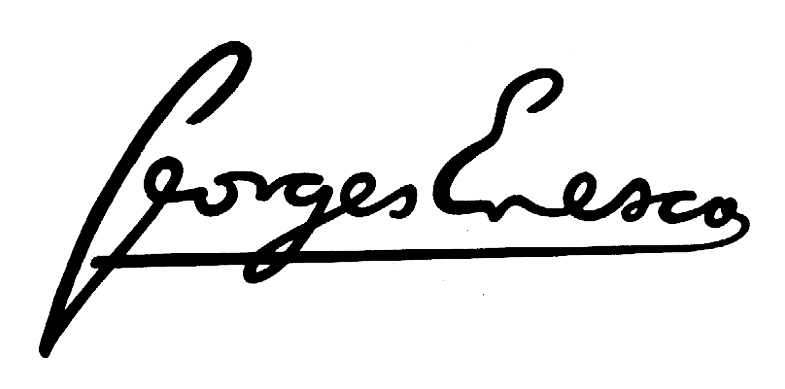
Signature d'Enesco.

Son activité de pédagogue prend aussi une importance croissante. Yehudi Menuhin a toujours affirmé devoir l'épanouissement humaniste de son génie de violoniste à sa rencontre déterminante avec Georges Enesco : « Ce qu'il m'a transmis, par son exemple, et non par ses paroles, ce fut l'aptitude de transformer la note en un message vital, de donner une forme, un sens à la phrase, d'insuffler vie à la musique ». Christian Ferras, Ivry Gitlis, Arthur Grumiaux, Michel Schwalbé, Serge Blanc ont également compté parmi ses élèves. Et tandis que le quatuor Amadeus n'a jamais caché sa dette à son égard, son filleul le pianiste Dinu Lipatti le considérait comme son père spirituel. À Paris, ses « classes de maître » le mènent à l'Institut instrumental d'Yvonne Astruc, à l'Académie internationale de Fontainebleau et à l'École normale de musique. Enesco considérait les Sonates et partitas pour violon seul de Bach comme « l'Himalaya des violonistes ». Une version de la partition annotée de cette œuvre de Bach rassemble l'ensemble de ses indications, sonorités, phrasés, tempo, musicalité, doigtés, expressions.

### Seconde Guerre mondiale et exil
La Seconde Guerre mondiale voit le retour d'Enesco dans son pays natal (qui l'avait élu membre de l'Académie roumaine en 1932) à Bucarest, ou encore dans la villa nichée au cœur des Carpates qu'il s'était fait construire au milieu des années 1920, à Sinaia. Il s'immerge dans la vie musicale de la capitale roumaine, ardent défenseur de la musique contemporaine du pays : à côté des classiques et des romantiques, il interprète des compositions de Constantin Silvestri, Mihail Jora, Marțian Negrea, Sabin Drăgoi, etc. Il compose alors un triptyque incandescent de musique de chambre : les Impressions d'enfance pour violon et piano (1940), un Quintette pour piano et cordes (1940) et son second Quatuor avec piano (1944).
La paix revenue, Enesco se produit comme chef ou violoniste à Moscou avec David Oïstrakh et Emil Gilels, à Bucarest avec Yehudi Menuhin ou au piano au côté de Ernst Wallfisch (en). L'instauration du régime communiste le conduit à s'exiler définitivement. Réfugié à Paris et bien qu'en butte à des difficultés tant financières que de santé, il reste toujours très actif sans se départir ni d'humour, ni d'éloquence, ni d'humilité. Il apparaît au violon en compagnie d'Alfred Cortot pour le bicentenaire de la mort de Bach comme à la baguette avec Monique Haas. Tandis qu'il enseigne un peu partout en Europe (Sienne, Brighton, Bryanstone…) et même aux États-Unis (à l'université d'Illinois et Harvard University Graduate School , et dirige entre autres l'orchestre de la BBC, il achève le poème symphonique Vox Maris, son Deuxième quatuor à cordes (1951) à l'atmosphère épurée et, avec l'aide de son compatriote Marcel Mihalovici, en 1954, sa testamentaire Symphonie de chambre pour douze instruments solistes. Enesco meurt à Paris, veillé notamment par la reine de Belgique, dans la nuit du 3 au 4 mai 1955 et est inhumé au cimetière du Père-Lachaise.

## Œuvre musicale

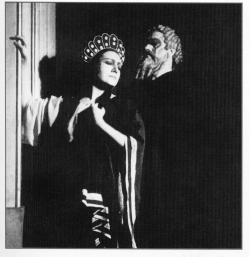
André Pernet (Œdipe) et Marisa Ferrer (Jocaste) lors de la création dŒdipe (1936).

Le langage musical d'Enesco, foncièrement original, est inspiré avant tout par le folklore réinventé tantôt nostalgique (« doïnas »), tantôt dansant (« horas »), de son pays natal, mais les traditions françaises (Debussy, Fauré) et germaniques (Brahms, Strauss) y affleurent parfois aussi. Libre et puissant, au geste lyrique ample, d'une modernité à la fois discrète et exigeante, il constitue un trait d'union musical entre l'Orient et l'Occident de l'Europe. L'œuvre musicale d'Enesco est ainsi à comparer, entre autres, à celles de ses frères de l'Est que furent Bartók, Kodály, Janáček, Szymanowski ou Chostakovitch.
Sa démarche artistique s'incarne bien sûr dans sa musique, « sa vérité », mais Georges Enesco s'est aussi exprimé avec clarté en paroles. Une citation de ses Souvenirs peut ainsi l'éclairer : « La perfection, qui passionne tant de gens, ne m'intéresse pas. Ce qui importe, en art, c'est de vibrer soi-même et de faire vibrer les autres ».
Bien que le compositeur n'ait laissé officiellement que trente-trois numéros d'opus, il existe plusieurs centaines d'entrées à son catalogue complet incluant ses esquisses. Enesco a touché à tous les genres : piano seul, musique de chambre (un domaine de prédilection), symphonies, mélodies (en particulier dans sa jeunesse) et opéra avec son Œdipe tout entier marqué par un profond humanisme et salué comme un chef-d'œuvre dès sa création en 1936 à l'Opéra Garnier.
Il faut donc ajouter au catalogue établi du vivant du musicien de multiples compositions sans opus, achevées ou non (ainsi que des transcriptions et arrangements) ; les manuscrits sont conservés, pour la plupart, au musée national Georges-Enesco.
Enesco a ainsi composé des pièces « de concours » ou « de déchiffrage » pour le Conservatoire de Paris ou d'autres destinataires qui mettent en valeur chaque instrumentiste (flûte, trompette, harpe, violon, alto, violoncelle, etc.). Parmi ses œuvres posthumes, on relève un Trio pour cordes et piano contemporain de celui de Maurice Ravel, un Caprice roumain pour violon et orchestre complété par Cornel Țăranu (ro), et surtout, outre le poème symphonique Isis (1923), ses ultimes Quatrième Symphonie (1934) et Cinquième Symphonie (1941) sur des vers du poète roumain Mihai Eminescu (à l'orchestration achevée par le compositeur Pascal Bentoiu à partir d'esquisses originales complètes).
Une discographie de plus en plus abondante permet désormais d'accéder, à l'exception de rares œuvres posthumes ou sans numéro d'opus, à l'essentiel de l'œuvre musicale, qui est disponible aux éditions Enoch et Salabert (Paris), ainsi qu'aux Éditions musicales (Bucarest).

### Musique pour piano
- Prélude et Scherzo (1896)

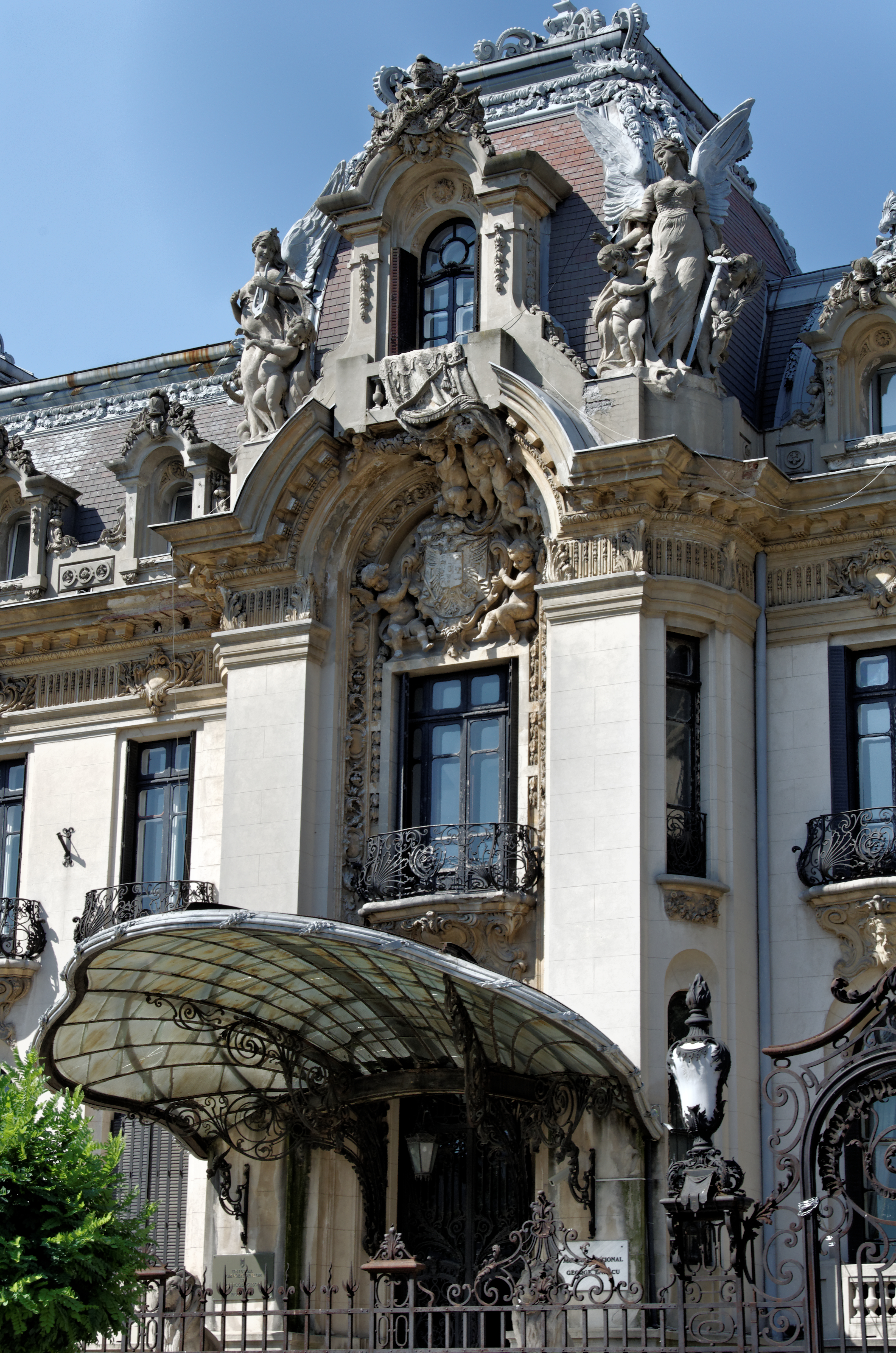
Palais Cantacuzène, musée national Georges-Enesco, Bucarest

- Suite no 1 « dans le style ancien » en sol mineur, op. 3
- Variations sur un thème original pour 2 pianos en la bémol majeur, op. 5
- Impromptu en la bémol (1898)
- Impromptu en ut majeur (1900)
- Suite no 2 en ré majeur, op. 10
- Rhapsodie roumaine no 1 en la majeur (transcription du compositeur)
- Prélude et Fugue (1903)
- Nocturne en ré bémol majeur (1907)
- Suite no 3 « Pièces impromptues », op. 18
- Pièce « sur le nom de Fauré » (1922)
- Sonate en fa dièse mineur no 1, op. 24
- Sonate en ré majeur no 3, op. 24

### Musique de chambre
- Ballade pour violon et piano (1895)
- Sonate no 1 pour violon et piano en ré majeur , op. 2
- Trio en sol mineur pour piano, violon et violoncelle (1897)
- Nocturne et Saltarelle pour violoncelle et piano (1897)
- Sonate no 2 pour violon et piano en fa mineur, op. 6
- Sonate no 1 pour violoncelle et piano en fa mineur, op. 26
- Octuor pour cordes à 4 violons, 2 altos et 2 violoncelles, op. 7
- Aubade pour violon, alto et violoncelle (1899)
- Pastorale, Menuet triste et Nocturne, pour violon et piano à quatre mains (1900)
- Andante religioso pour deux violoncelles et orgue (1900)
- Impromptu concertant pour violon et piano (1903)
- Sérénade lointaine pour piano, violon et violoncelle (1903)
- Cantabile et Presto pour flute et piano (1904)
- Allegro de concert pour harpe chromatique (1904)
- Dixtuor à vent pour 2 flûtes, hautbois, cor anglais, 2 clarinettes, 2 bassons et 2 cors, en ré majeur, op. 14
- Légende, pour trompette et piano (1906)
- Konzertstück pour alto et piano (1906)
- Au soir pour quatre trompettes (1906)
- Quatuor avec piano no 1 en ré majeur, op. 16
- Aria et Scherzino pour violon, alto, violoncelle, contrebasse et piano (1909)
- Sarabande pour violon solo (c. 1910)
- Sonate « torso » pour piano et violon en la mineur (1911, inachevée)
- Quatuor à cordes no 1 en mi bémol majeur, op. 22
- Sérénade en sourdine, pour violon et violoncelle (c. 1915-20)
- Trio en la mineur pour piano, violon et violoncelle (1916, édité par P. Bentoiu)
- Hora Unirei pour violon et piano (1917)
- Sonate « dans le caractère populaire roumain » no 3 pour violon et piano en la mineur, op. 25
- Nocturne « Ville d'Avray » pour violon, alto, violoncelle et piano (c. 1931-1936)
- Sonate no 2 pour violoncelle et piano en ut majeur, op. 26
- Impressions d'enfance, pour violon et piano en ré majeur, op. 28
- Quintette pour cordes et piano en la mineur, op. 29
- Quatuor no 2 pour cordes et piano en ré mineur, op. 30
- Andantino malinconico pour violon et piano (1951)
- Quatuor à cordes no 2 en sol majeur, op. 22
- Symphonie de chambre pour douze instruments solistes, op. 33

### Musique symphonique

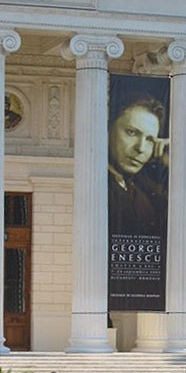
Festival international Georges Enesco, Bucarest, 2005.

- Ballade pour violon et orchestre (1895)
- Symphonie « d'école » no 1 en ré mineur (1895)
- Andantino pour orchestre en ré majeur (1896)
- Poème roumain, pour orchestre avec chœur en ut majeur, op. 1
- Symphonie « d'école » no 4 en mi bémol majeur (1898)
- Fantaisie pour piano et orchestre (1898)
- Pastorale-fantaisie pour petit orchestre (1899)
- Symphonie concertante pour violoncelle et orchestre en si mineur, op. 8
- Suite d'orchestre no 1 en ut majeur, op. 9
- Rhapsodie roumaine no 1 en la majeur, op. 11
- Rhapsodie roumaine no 2 en ré majeur, op. 11
- Intermède no 1 pour instruments à cordes, en ré majeur, op. 12
- Intermède no 2 pour instruments à cordes, en sol majeur, op. 12
- Symphonie no 1 en mi-bémol majeur, op. 13
- Suite « châtelaine » en ré-bémol majeur (1911, inachevée - version achevée par R. Georgescu)
- Symphonie no 2 en la majeur, op. 17
- Suite d'orchestre no 2 en ut majeur, op. 20
- Symphonie no 3 avec chœurs et piano en ut majeur, op. 21
- Isis, poème symphonique avec chœurs de femmes (1923, inachevé – orchestration réalisée par P. Bentoiu)
- Caprice roumain pour violon et orchestre (1928, inachevé – orchestration complétée par C. Taranu)
- Voix de la Nature (c. 1930, inachevée)
- Fantaisie concertante pour violon et orchestre (1932, inachevée – version pour violon solo par S. Lupu)
- Symphonie no 4 (1934, inachevée – orchestration complétée par P. Bentoiu)
- Suite « villageoise » no 3 pour orchestre en ré majeur, op. 27
- Symphonie no 5 avec ténor et chœurs de femmes (1941, inachevée - orchestration complétée par P. Bentoiu)
- Vox maris, poème symphonique pour ténor, chœur à trois voix et orchestre en sol majeur, op. 31
- Ouverture de concert « sur des thèmes dans le caractère populaire roumain », en la majeur, op. 32
- Nuage d'Automne sur les forêts, pour Orchestre

### Musique vocale et opéra
- L'Aurore, cantate sur un poème de Leconte de Lisle pour soprano, chœurs de femmes et orchestre (1898)
- Chant hindou sur un poème de Géraldine Rolland pour voix et piano (1898)
- Quinze mélodies sur des poèmes de Carmen Sylva (Der Bläser, Zaghaft, Armes Mägdlein, Der Schmetterlingskuss, Reue, Schlaflos, Frauenberuf, Junge Schmerzen, Maurenlied, Königshusarenlied, Mittagslaüten, Ein Sonnenblick, Regen, Die Kirschen, Morgengebet) pour voix et piano (1898-1908)
- Waldgesang ; Plugar sur des vers de Carmen Sylva et N. Radulescu-Niger pour chœurs mixtes a cappella (1898-1900)
- Sphynx, canon à six voix sur des vers de Carmen Sylva (1898)
- Trois Mélodies (Le Désert ; Le Galop ; Le Soupir) sur des poèmes de Jules Lemaître et Sully Prudhomme pour voix et piano, op. 4
- Trois mélodies (Souhait ; Dédicace ; La Quarantaine) sur des poèmes de l'auteur et de Charles Frémisse pour voix et piano (1899)
- Die nächtliche Heerschau, cantate sur des vers de Christian Zedlitz pour baryton, chœurs et orchestre (1900)
- Prinz Waldvogelsgesang, pour voix, violoncelle et piano (1901)
- De la flûte au cor sur un poème de Fernand Gregh, pour voix et piano (1902)
- Ode pour chœur et orgue (1904)
- Doïna sur des vers populaires, pour voix, alto et piano (1905)
- Sept chansons de Clément Marot (Estrenne à Anne ; Languir me fais ; Aux damoyselles paresseuses d'escrire à leurs amys ; Estrenne de la Rose ; Présent de couleur blanche ; Changeons propos, c'est trop chanté d'amour ; Du confict en douleur) pour voix et piano, op. 15
- Trois mélodies sur des poèmes de Fernand Gregh (Pluie ; Le silence musicien ; L'ombre est bleue) pour voix et piano, op. 19
- Strigoii, oratorio-poème pour soprano, ténor, baryton, chœur et orchestre sur des vers de Mihai Eminescu (1916, inachevé - reconstruction pour voix et piano de C. Taranu)
- Eu ma duc, codrul ramîne sur des vers populaires, pour voix et piano (1917)
- Œdipe, tragédie lyrique en quatre actes et six tableaux, sur un livret d'Edmond Fleg, op. 23

Note : Cette liste se limite, concernant les compositions sans numéros d'opus, à mentionner celles qui ont fait l'objet d'une publication sur papier, d'une création en concert ou d'un enregistrement sur disque.

## Décoration
- Chevalier de la Légion d'honneur (1929).

## Hommages

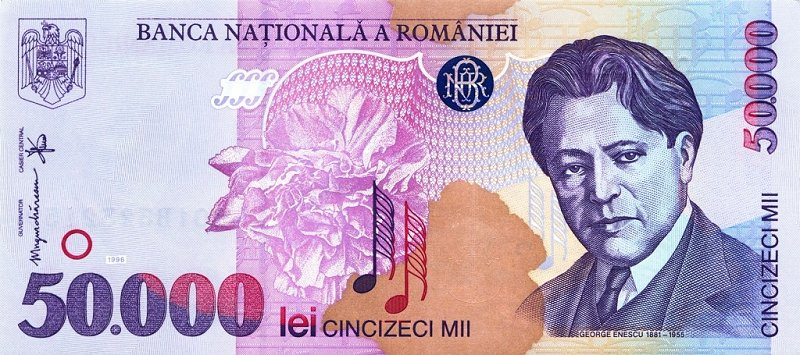
Billet de la Banque nationale de Roumanie représentant Georges Enesco (1996).

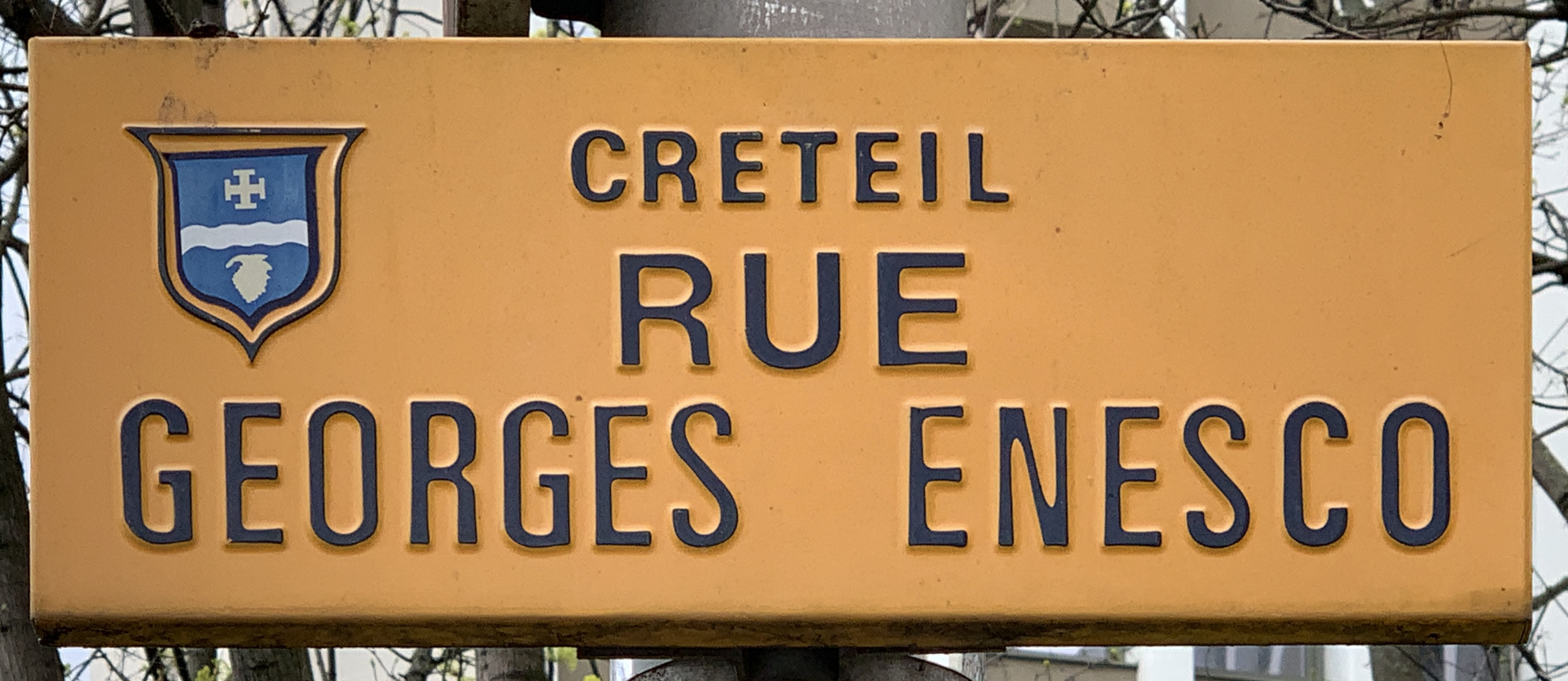
Plaque Rue Georges Enesco, Créteil.

Depuis décembre 2021, une place est nommée en son honneur dans le 9e arrondissement de Paris. Il existe aussi une rue à Créteil (Val-de-Marne) à son nom ; ainsi, depuis 2013, qu'un Concours de musique vocale soutenu par l'Ambassade de Roumanie.
En Roumanie, de nombreuses institutions musicales portent son nom : Concours international George-Enescu, Orchestre philharmonique de Bucarest George-Enescu, Festival International George-Enescu de Bucarest, etc.
Également en Roumanie, une place est nommée en son honneur dans le secteur 1 de Bucarest, en face de l'Athénée roumain.
Enfin l'astéroïde (9493) Enescu lui rend également hommage.

#### Bases de données et dictionnaires
- Ressources relatives à la musique :   - International Music Score Library Project
  - AllMusic
  - Carnegie Hall
  - Discography of American Historical Recordings
  - Discogs
  - Grove Music Online
  - Last.fm
  - MusicBrainz
  - Musopen
  - Muziekweb
  - Répertoire international des sources musicales
  - Songkick
- Ressources relatives aux beaux-arts :   - Artists of the World Online
  - British Museum
  - National Portrait Gallery
- Ressources relatives au spectacle :   - Archives suisses des arts de la scène
  - Les Archives du spectacle
- Ressource relative à plusieurs domaines :   - Radio France
- Ressource relative à la recherche :   - Isidore
- Ressource relative à l'audiovisuel :   - IMDb
- Ressource relative au sport :   - Olympedia
- Notices dans des dictionnaires ou encyclopédies généralistes :   - Britannica
  - Brockhaus
  - Den Store Danske Encyklopædi
  - Deutsche Biographie
  - Enciclopedia italiana
  - Enciclopedia De Agostini
  - Gran Enciclopèdia Catalana
  - Hrvatska Enciklopedija
  - Internetowa encyklopedia PWN
  - Nationalencyklopedin
  - Proleksis enciklopedija
  - Store norske leksikon
  - Treccani
  - Universalis
  - Visuotinė lietuvių enciklopedija
- Notices d'autorité :   - VIAF
  - ISNI
  - BnF (données)
  - IdRef
  - LCCN
  - GND
  - Italie
  - Japon
  - CiNii
  - Espagne
  - Belgique
  - Pays-Bas
  - Pologne
  - Israël
  - NUKAT
  - Catalogne
  - Suède
  - Vatican